# Tuna socken, Uppland
Tuna socken i Uppland ingick i Olands härad, ingår sedan 1974 i Uppsala kommun och motsvarar från 2016 Tuna distrikt.
Socknens areal är 56,71 kvadratkilometer varav 55,82 land. År 2000 fanns här 827 invånare. Hässelby gård samt kyrkbyn Tunaby med sockenkyrkan Tuna kyrka ligger i socknen.   

## Administrativ historik
Tuna socken har medeltida ursprung.
Vid kommunreformen 1862 övergick socknens ansvar för de kyrkliga frågorna till Tuna församling och för de borgerliga frågorna bildades Tuna landskommun. Landskommunen uppgick 1952 i Olands landskommun som upplöstes 1974 då denna del fördes till Uppsala kommun.
1 januari 2016 inrättades distriktet Tuna, med samma omfattning som församlingen hade 1999/2000.  
Socknen har tillhört län, fögderier, tingslag och domsagor enligt vad som beskrivs i artikeln Olands härad. De indelta soldaterna tillhörde Upplands regemente, Olands kompani och Livregementets dragonkår, Norra Upplands skvadron.

## Geografi
Tuna socken ligger nordost om Uppsala kring  Olandsån med Stamsjön i nordost. Socknen har odlingsbygd vid vattendragen och sjön och är däremellan en småkuperad skogsbygd.
Genom socknen löper länsväg 273 (Alunda-Almunge-Arlanda).

## Fornlämningar
Från bronsåldern finns spridda gravrösen och skärvstenshögar. Från järnåldern finns 78 gravfält och en fornborg. Tre runstenar är funna.

## Namnet
Namnet skrevs 1291 Tunum och kommer från kyrkbyn och innehåller plural av tun, 'inhägnad'.